# Knock at the Cabin
Knock at the Cabin är en amerikansk skräckfilm från 2023 regisserad av M. Night Shyamalan. Filmen är baserad på romanen The Cabin at the End of the World av Paul Tremblay.

## Handling
Filmen handlar om en familj på semester. De tas som gisslan av fyra beväpnade främlingar som kräver att de måste göra ett fruktansvärt val för att avvärja jordens undergång. De måste döda någon av medlemmarna i sin egen familj, annars kommer hela mänskligheten utom familjen att dö.

## Rollista (i urval)
- Dave Bautista – Leonard
- Jonathan Groff – Eric
- Ben Aldridge – Andrew